# Districtul Tizi Rached
Tizi Rached este un district din provincia Tizi Ouzou, Algeria.